# Bergerocactus
Bergerocactus é um gênero botânico da família Cactaceae.

## Espécies
- Bergerocactus emoryi